# Avril 2006 en sport
Cette page concerne l'actualité sportive du mois d'avril 2006.

## Dimanche2 avril
- Cyclisme : victoire du Belge Tom Boonen au tour des Flandres.
- Sport automobile, Grand Prix de Malaisie de Formule 1,  : victoire de l'Espagnol Fernando Alonso sur Renault devant le Finlandais Kimi Räikkönen sur McLaren-Mercedes.
- Basket-ball, Euroligue féminine 2005-2006 : victoire des hongroise en Brno devant les tenantes du titre russe de Samara par 58 à 54. Pour la troisième, victoire de Valenciennes devant Vilnius par 77 à 62.

## Mercredi5 avril
- Football : l'Olympique lyonnais s'incline 3 à 1 à San Siro contre le Milan AC. Dans l'autre quart de finale, victoire et qualification du FC Barcelone sur le Benfica Lisbonne par 2 à 0.

## Mercredi4 avril
- Football : quarts de finale retour de la Ligue des champions de l'UEFA,  :
  - Juventus 0 - 0 Arsenal FC
  - Villarreal CF 2 - 1 Inter de Milan

## Samedi8 avril
- Moto, Grand Prix du Qatar : victoire de Valentino Rossi en Moto GP. Victoire de Jorge Lorenzo en 250 cm3 et de Alvaro Bautista en 125 cm3.

## Dimanche9 avril
- Cyclisme , Paris-Roubaix : victoire en solitaire du Suisse Fabian Cancellara.
- Sport automobile, Rallye, Tour de Corse : le Français Sébastien Loeb remporte cette manche du championnat du monde devant le Finlandais Marcus Grönholm.
- Tennis, Coupe Davis : qualification de l'Argentine face à la Croatie (3 à 2), de l'Australie face au Bélarus, de la Russie face à la France 5 4 à 1) et des États-Unis face au Chili (3 à 1).
- Golf, Masters : l'Américain Phil Mickelson remporte son deuxième Masters.
- Athlétisme, Marathon de Paris : victoire de l'Éthiopien Gashaw Melese en 2 h 08 min 03 s. Chez les femmes, victoire de la Russe Irina Timofeyeva.

## Mardi11 avril
- basket-ball, coupe ULEB : le Dynamo Moscou remporte la coupe ULEB devant l'Aris Salonique par 73-60 et se qualifie ainsi pour l'édition 2006-2007 de l'Euroligue.

## Samedi15 avril
- Cyclisme :  victoire en solitaire du Luxembourgeois Fränk Schleck à l'Amstel Gold Race.

## Dimanche16 avril
- Cyclisme , championnats du monde sur piste : les championnats du monde se terminent avec un grand vainqueur en la personne du Néerlandais Theo Bos qui remporte les deux titres du keirin puis de la vitesse individuelle.
- Football : l'Olympique lyonnais réalise l'exploit inédit en France de remporter un cinquième titre consécutif de champion de France.

## Lundi17 avril
- Athlétisme, marathon de Boston : victoire du Kényan Robert Kipkoech Cheruiyot en 2 h 08 min 03 s, ce qui constitue le nouveau record de la course. Chez les femmes, victoire de sa compatriote Rita Jeptoo en 2 h 23 min 38 s.

## Mardi18 avril
- Football, demi-finale aller de la Ligue des champions de l'UEFA : Milan AC 0 - 1 FC Barcelone.

## Mercredi19 avril
- Football, demi-finale aller de la ligue des champions de l'UEFA,  : Arsenal FC 1 - 0 Villarreal CF.
- Cyclisme, Flèche wallonne : l'espagnol l'Alejandro Valverde remporte sa première grande classique en solitaire.

## Samedi22 avril
- Rugby à XV, Coupe d'Europe : victoire du Biarritz olympique sur Bath par 18 à 9.
- Sport automobile, Grand Prix de Saint-Marin de Formule 1 : Michael Schumacher, avec sa soixante-sixième pole position, bat le record établi par Ayrton Senna la veille de sa mort en 1994 sur ce même circuit.

## Dimanche23 avril
- Cyclisme, Liège-Bastogne-Liège : l'espagnol l'Alejandro Valverde réalise le doublé dans les classiques ardennaises en remportant la doyenne des classiques.
- Tennis, Fed Cup : qualification de l'Italie face à la France ( à 1), de la Belgique face à la Russie (3 à 2), de l'Espagne face à l'Autriche (5 à 0) et des États-Unis face à l'Allemagne (3 à 2).
- Tennis, Masters de Monte-Carlo : victoire de Rafael Nadal sur Roger Federer en 4 sets (6-2, 6-7, 6-3, 7-6).
- Sport automobile, Grand Prix de Saint-Marin de Formule 1 : victoire de Michael Schumacher sur Ferrari devant l'Espagnol Fernando Alonso.
- Rugby à XV, Coupe d'Europe : victoire du Munster sur le Leinster par 30 à 6.
- Athlétisme, Marathon de Londres : victoire du kényan Felix Limo en 2 h 6 min 39 s. Chez les femmes, victoire de l'Américaine Deena Kastor en 2 h 19 min 36 s.
- Handball, ligue des Champions : BM Ciudad Real prend une option sur la victoire finale en remportant le match aller par 25 à 19 sur le terrain de San Antonio Pampelune.

## Mardi25 avril
- Football : demi-finale retour de la Ligue des champions de l'UEFA : Villarreal CF 0 - 0 Arsenal FC

## Mercredi26 avril
- Football, demi-finale retour de la ligue des champions de l'UEFA : FC Barcelone 0 - 0 Milan AC

## Jeudi27 avril
- Football, demi-finales retour de la Coupe UEFA 2005-2006 :
  - Middlesbrough Football Club 4-2 Steaua Bucarest (aller : 0 - 1 )
  - FC Séville 1-0 FC Schalke 04 (aller : 0 - 0 )

## Vendredi28 avril
- basket-ball, Euroligue : victoire du CSKA Moscou devant le FC Barcelone par 84 à 75. Dans l'autre demi-finale, le Maccabi Tel-Aviv se qualifie aux dépens du Tau Vitoria par 85 à 70 et tentera de remporter son troisième titre consécutif.

## Samedi29 avril
- Football, championnat d'Angleterre : Chelsea FC remporte son deuxième titre consécutif en battant son dauphin Manchester United par 3 à 0.
- Football, coupe de France : le Paris Saint-Germain remporte la septième coupe de l'histoire du club en disposant de son grand rival l'Olympique de Marseille par 2 à 1.
- Football, coupe d'Allemagne : victoire du Bayern de Munich devant l'Eintracht Francfort par 1 à 0. Le bayern remporte ainsi sa treizième coupe.
- Voile, Transat AG2R : victoire finale du duo franco-italien Kito de Pavant, Pietro d'Ali en 19 j 22 h 24 min 30 s de mer entre Concarneau et Saint-Barthélemy.

## Dimanche30 avril
- Sport automobile, Rallye d'Argentine : le Français Sébastien Loeb remporte sa quatrième manche consécutive du championnat du monde des rallyes 2006 devant le Norvégien Petter Solberg.
- Moto, Grand Prix de Turquie : victoire de l'Italien Marco Mélandri sur Honda en MotoGP. En 250 cm3, victoire de Hiroshi Aoyama sur KTM et en 125 cm3 victoire de l'Espagnol Hector Faubel.
- Handball, ligue des Champions : BM Ciudad Real remporte la compétition en confirmant sa victoire du match aller par 37 à 28 sur San Antonio Pampelune.
- Basket-ball : Euroligue : victoire finale du CSKA Moscou en battant le double tenant du titre, le Maccabi Tel-Aviv par 73 à 69. Dans le match pour la troisième place, victoire du Tau Vitoria sur le FC Barcelone par 87 à 82.
- Tennis : Rafael Nadal gagne le tournoi de Barcelone en battant son compatriote Tommy Robredo. L'Italien Daniele Bracciali gagne le tournoi de Casablanca en battant en finale le Chilien Nicolás Massú.